# 2000年斐济政变

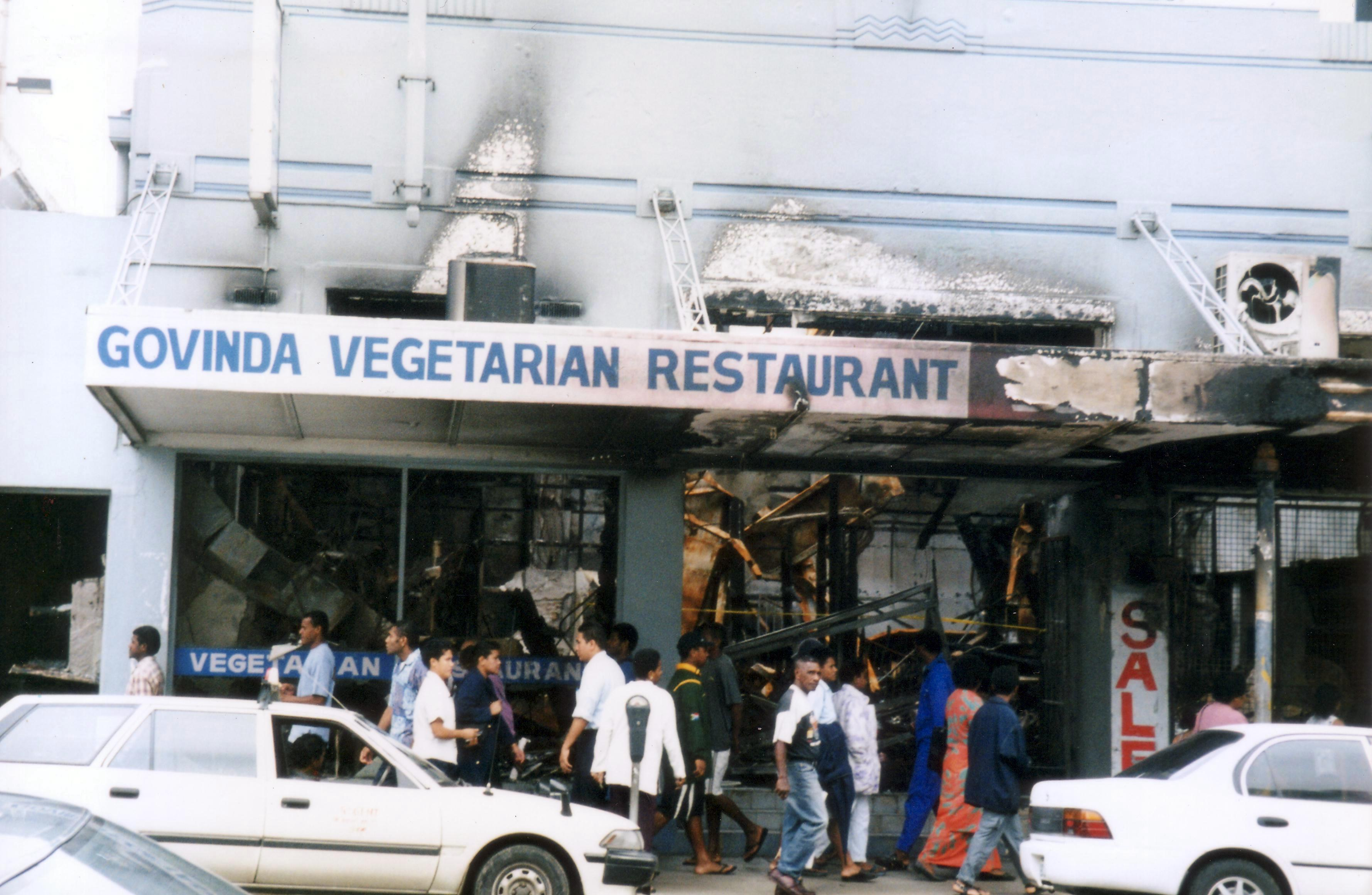
2000年斐济政变

2000年斐济政变是2000年斐濟境內出現的政變。2000年5月19日，斐济民族主义者不滿印度裔斐济总理马亨德拉·乔杜里而发动了政变。马亨德拉·乔杜里被政变领导人乔治·斯佩特劫持。由於马亨德拉·乔杜里無法履行職務，5月27日，斐濟总统卡米塞塞·马拉试图行使緊急權力控制局勢。5月29日，斐濟軍隊司令弗兰克·姆拜尼马拉马又发动军事政变，將卡米塞塞·马拉推翻。约瑟法·伊洛伊洛出任臨時總統並組建臨時政府。 2001年3月，斐济上诉法院裁定政变和临时政府非法。政變領導者喬治·史佩特被判叛国罪并被判处死刑，後來刑期减为终身监禁。